# Aulus Manli Torquat (cònsol 164 aC)
Aulus Manli Torquat (llatí: Aulus Manlius A. f. T. n. Torquatus) va ser un magistrat romà. Era germà de Tit Manli Torquat (cònsol 165 aC). Formava part de la gens Mànlia i era de la família dels Manli Torquat.
Va ser nomenat pretor l'any 167 aC i va obtenir Sardenya, però no va poder anar a aquesta província a causa d'una investigació oberta pel senat sobre ofenses capitals. Devia ser absolt, ja que el 164 aC va ser elegit cònsol amb Quint Cassi Longí.
Plini el Vell parla de la sobtada mort d'un Aulus Manli Torquat, però no se sap si era aquest personatge o un altre Aulus Manli Torquat.